# Lotta Lewenhaupt
Ebba Cecilia Charlotte (Lotta) Lewenhaupt, född 16 februari 1944, är en svensk modejournalist. Hon har varit aktiv sedan slutet av 1960-talet och brukar beskrivas som en pionjär inom området då hon var den första att behandla mode på en analytisk nivå.
Lewenhaupt har arbetat på flera svenska modetidningar, bland annat Damernas Värld där hon mellan 1971 och 1990 skrev krönikan "Det senaste", senare "Det allra senaste". Hon gick därefter till att vara redaktionssekreterare på svenska Elle. 1992 grundade hon svenska Elle Interiör, där hon fram till 2011 redaktionschef.
Därutöver har hon även verkat som stylist, föreläsare och författare. Hon har utkommit med flera böcker som behandlat mode, allra mest känd för Modeboken 1900 – 2000 om 1900-talets mode och Bilden av Modet, om svenskt modefotografi. Hon har även medverkat som faktagranskare och författare i Nationalencyklopedin.
2003 mottog Lotta Lewenhaupt Elles hederspris, Ellen, med motiveringen: "Med stora kunskaper inom både det internationella och svenska modet har hon under tre decennier generöst delat med sig av sitt vetande både som författare, modejournalist och lärare. Hon är ansiktet - och pennan - bakom ordet modepassion."
Hon är dotter till greve Sten Adam Claës Lewenhaupt och friherrinnan Anna Julie Cecilia Beck-Friis. Hon har varit gift.
Lewenhaupt gav 2019 ut memoarboken Av egen kraft.

## Böcker (urval)
- Tidens under. Behåns historia (1995)
- Modeboken 1900–2000 (2001)
- Catwalk – Swedish Fashion Illustration (2002) tillsammans med Kerstin Thorvall och Laird Borelli
- Tankar om mode (2004), essäsamling
- Sexton svenska texter om mode (2007), medförfattare
- Bilden av modet (2009), tillsammans med Tonie Lewenhaupt
- Den glömda kjolen: Ebba von Eckermann textiler 1950–1980 (2011)
- Att leva med konst & design (2012)
- Stilguiden (2015)
- Av egen kraft (2019) ISBN 978-91-88917-02-7